# Криштоф Кремпський
Кшиштоф (Стефан) Кремпський (роки народження та смерті невідомі) — військовий діяч України XVI ст. Запорозький полковник.

## Біографічні відомості
Воював та навчався під командуванням, був товаришем вправного польського військовика, ротмістра Олександра Сенявського (молодшого брата гетьмана коронного Миколая).
Полковник за гетьманування Богдана Микошинського. Весною 1595 р. брав у часть у виправі на Молдавію. Під час нападу коронних військ Речі Посполитої під командуванням польного коронного гетьмана Станіслава Жолкєвского на Київ був командантом міського гарнізону.